# Bubble Bobble
Bubble Bobble, ursprungligen ett arkadspel från Taito år 1986. Det finns även som konsolspel till bland annat NES och i versioner för de flesta hemdatorer från 1980-talet, till exempel Commodore 64, Atari ST och Amiga.

## Handling
Bubs och Bobs flickvänner, Betty och Patty har blivit bortrövade av den mycket elake Grumple Grommit. Därför beslutar sig Bub och Bob för att ge sig ut och rädda dem.
För att klara detta måste de ta sig igenom 100 nivåer för att till slut möta den elake Grumple Grommit. Bubs och Bobs vapen är deras förmåga att blåsa upp bubblor och fånga motståndarna i dessa, för att sedan spräcka bubblorna så motståndarna förvandlas till bonuspoäng.